# Roger Etchegaray
Roger Marie Élie kardinál Etchegaray (25. září 1922, Espelette – 4. září 2019) byl francouzský římskokatolický kněz, vysoký úředník římské kurie, kardinál.

## Život
Kněžské svěcení přijal 13. července 1947, poté ještě dále studoval na Papežské univerzitě Gregoriana. Působil v diecézi Bayonne jako kněz, sekretář biskupa a generální vikář. V roce 1966 se stal sekretářem Francouzské biskupské konference.
V březnu 1969 byl jmenovaný pomocným biskupem Paříže, biskupské svěcení mu udělil 27. května téhož roku pařížský arcibiskup François Marty. V prosinci 1970 přešel na arcibiskupský stolec v Marseille. V letech 1971 až 1979 byl prvním předsedou Rady evropských biskupských konferencí.
Při konzistoři 30. června 1979 ho papež Jan Pavel II. jmenoval kardinálem knězem s titulárním římským chrámem sv. Lva I., který držel až do 24. června 1998, kdy jej papež povýšil do sboru kardinálů-biskupů a udělil mu jako suburbikální diecézi Porto-Santa Rufina. Od dubna 1984 se věnoval práci v římské kurii – byl jmenován prezidentem Papežské komise „Justitia et pax“ a Papežské rady „Cor Unum“. Na funkci arcibiskupa Marseille proto rezignoval (13. dubna 1985). Podílel se na organizaci akcí Jubilejního roku 2000. V prosinci 1995 rezignoval na vedení Papežské rady „Cor Unum“ a po dovršení kanonického věku také na předsednictví Papežské komise „Justitia et pax“.
Vícekrát reprezentoval Jana Pavla II. na církevních slavnostech jako jeho speciální vyslanec či legát. Angažoval se v diplomatických krocích Vatikánu s cílem zabránění válce v Iráku v roce 2003.
Dne 30. dubna 2005 se stal viceděkanem kardinálského kolegia. Dne 13. května 2008 se stal služebně nejstarším kardinálem-biskupem s titulem kardinál-první biskup (protovescovo). Na půlnoční mši 24. prosince 2009 při útoku na papeže Benedikta XVI., kterého porazila žena ze zástupu věřících, byl zároveň kardinál Etchegaray zraněn a utrpěl zlomeninu pravé stehenní kosti.
Dne 25. října 2015 při závěrečném průvodu mše svaté u příležitosti 14. řádné biskupské synody v okamžiku, kdy kardinál seděl v 1. řadě a papež František se chtěl s ním pozdravit, ztratil rovnováhu, upadl a utrpěl zlomeninu levé stehenní kosti.
10. června 2017 přijal papež František jeho rezignaci na úřad víceděkana kardinálského kolegia.